# فهرست بزرگ‌ترین شرکت‌های فناوری اطلاعات
این فهرستی از بزرگترین شرکت‌های جهان، در زمینه فناوری اطلاعات است، که بر حسب میزان درآمد، رتبه‌بندی می‌شوند. این شرکت‌ها، در زمینه نرم‌افزار، سخت‌افزار رایانه، اینترنت، نیمه‌رساناها، تجهیزات الکترونیکی، تجارت الکترونیک و برون‌سپاری فعالیت می‌نمایند.
توجه: این لیست محدود به شرکت‌هایی، با درآمد سالانه بیش از ۵۰ میلیارد دلار است.

## اختصارات
| ستون       | توضیح                                             |
| ---------- | ------------------------------------------------- |
| رتبه       | رتبه شرکت بر پایه درآمد                           |
| شرکت       | نام شرکت                                          |
| صنعت       | صنعت اصلی شرکت                                    |
| درآمد      | میزان درآمد شرکت در سال گذشته، برحسب میلیارد دلار |
| سال مالی   | تاریخ سال مالی شرکت                               |
| کارکنان    | تعداد کارکنان شرکت                                |
| ارزش بازار | ارزش بازار در ۳۰ مارچ ۲۰۱۲ بر حسب میلیارد دلار    |
| دفتر مرکزی | ساختمان مرکزی شرکت                                |
| منابع      | مرجع‌ها                                            |

## فهرست ۲۰۱۹
| رتبه | شرکت                | شرکت              | سال مالی | درآمد (میلیارد دلار) | تعداد کارمندان | دفتر مرکزی                     |
| ---- | ------------------- | ----------------- | -------- | -------------------- | -------------- | ------------------------------ |
| ۱    | ایالات متحده آمریکا | اپل               | ۲۰۱۹     | $۲۶۵٫۵۹6             | ۱۳۲٬۰۰۰        | کوپرتینو، کالیفرنیا، آمریکا    |
| ۲    | کره جنوبی           | سامسونگ الکترونیک | ۲۰۱۹     | $۲۲۱٫۵۷۹             | ۳۰۹٬۶۳۰        | سوون, کره جنوبی                |
| ۳    | تایوان              | فاکس‌کان           | ۲۰۱۹     | $۱۷۵٫۶۱۷             | ۶۶۷٬۶۸۰        | نیو تایپه، تایوان              |
| ۴    | ایالات متحده آمریکا | آلفابت            | ۲۰۱۹     | $۱۳۶٫۸۱۹             | ۹۸٬۷۷۱         | مانتین ویو، آمریکا             |
| ۵    | ایالات متحده آمریکا | مایکروسافت        | ۲۰۱۹     | $۱۱۰٫۳۶۰             | ۱۳۱٬۰۰۰        | ردموند، واشینگتن، آمریکا       |
| ۶    | چین                 | هواوی             | ۲۰۱۹     | $۱۰۹٫۰۳۰             | ۱۸۸٬۰۰۰        | شنژن، چین                      |
| ۷    | ایالات متحده آمریکا | دل                | ۲۰۱۹     | $۹۰٫۶۲۱              | ۱۵۷٬۰۰۰        | راند راک، تگزاس، آمریکا        |
| ۸    | ژاپن                | هیتاچی            | ۲۰۱۹     | $۸۵٫۵۰۷              | ۲۹۵٬۹۴۱        | توکیو، ژاپن                    |
| ۹    | ایالات متحده آمریکا | آی‌بی‌ام            | ۲۰۱۹     | $۷۹٫۵۹۱              | ۳۸۱٬۱۰۰        | آرمونک، نیویورک، آمریکا        |
| ۱۰   | ژاپن                | سونی              | ۲۰۱۹     | $۷۸٫۱۵۷              | ۱۱۴٬۴۰۰        | توکیو، ژاپن                    |
| ۱۱   | ژاپن                | پاناسونیک         | ۲۰۱۹     | $۷۲٫۱۷۸              | ۲۷۱٬۸۶۹        | اوساکا، ژاپن                   |
| ۱۲   | ایالات متحده آمریکا | اینتل             | ۲۰۱۹     | $۷۰٫۸۴۸              | ۱۰۷٬۴۰۰        | سانتا کلارا، کالیفرنیا، آمریکا |
| ۱۳   | ایالات متحده آمریکا | اچ‌پی              | ۲۰۱۹     | $۵۸٫۴۷۲              | ۵۵٬۰۰۰         | پالو آلتو، کالیفرنیا، آمریکا   |
| ۱۴   | ایالات متحده آمریکا | فیسبوک            | ۲۰۱۹     | $۵۵٫۸۳۸              | ۳۵٬۵۸۷         | منلو پارک، کالیفرنیا           |
| ۱۵   | کره جنوبی           | ال‌جی الکترونیک    | ۲۰۱۹     | $۵۵٫۷۵۷              | ۷۲٬۶۰۰         | سئول، کره جنوبی                |
| ۱۶   | چین                 | لنوو              | ۲۰۱۹     | $۵۱٫۰۳۷              | ۵۷٬۰۰۰         | پکن                            |

## فهرست ۲۰۱۴
| رتبه | شرکت                | شرکت              | صنایع                             | درآمد (میلیارد) | سال مالی | تعداد کارکنان | سرمایه (میلیارد) | دفتر مرکزی                        | منابع  |
| ---- | ------------------- | ----------------- | --------------------------------- | --------------- | -------- | ------------- | ---------------- | --------------------------------- | ------ |
| ۱    | ژاپن                | سونی              | وسایل الکترونیکی، رایانه شخصی     | $۷۲٫۳۴          | ۲۰۱۴     | ۱۴۶٬۳۰۰       | $۱۷٫۶            | توکیو، ژاپن                       | [ ۲ ]  |
| ۳    | تایوان              | فاکس‌کان           | تولید قطعات                       | $۱۳۲٫۰۷         | ۲۰۱۳     | ۱٬۲۹۰٬۰۰۰     | $۳۲٫۱۵           | نیو تایپه                         | [ ۴ ]  |
| ۴    | ایالات متحده آمریکا | هیولت پاکارد      | رایانه شخصی، سرور                 | $۱۱۱٫۴۵         | ۲۰۱۴     | ۳۱۷٬۵۰۰       | $۶۵٫۳۰           | پالو آلتو، کالیفرنیا، آمریکا      | [ ۵ ]  |
| ۵    | ایالات متحده آمریکا | آی‌بی‌ام            | خدمات رایانه‌ای                    | $۹۹٫۷۵          | ۲۰۱۳     | ۴۳۳٬۳۶۲       | $۱۸۸٫۲۱          | آرمونک، نیویورک، آمریکا           | [ ۶ ]  |
| ۶    | ایالات متحده آمریکا | مایکروسافت        | نرم‌افزار                          | $۸۶٫۸۳          | ۲۰۱۴     | ۱۲۸٬۰۷۶       | $۳۷۰٫۳۱          | ردموند، واشینگتن، آمریکا          | [ ۷ ]  |
| ۷    | ایالات متحده آمریکا | آمازون.کام        | فروشگاه اینترنتی                  | $۷۴٫۴۵          | ۲۰۱۳     | ۱۳۲٬۶۰۰       | $۱۴۹٫۱۱          | سیاتل، واشینگتن، واشینگتن، آمریکا | [ ۸ ]  |
| ۸    | کره جنوبی           | سامسونگ الکترونیک | تلفن همراه، نیمه‌هادی، رایانه شخصی | $۲۱۲٫۶۸         | ۲۰۱۳     | ۳۲۶٬۰۰۰       | $۱۳۷٫۹۱          | سئول، کره جنوبی                   |        |
| ۹    | ژاپن                | پاناسونیک         | وسایل الکترونیکی                  | $۷۰٫۸۳          | ۲۰۱۳     | ۲۹۳٬۷۴۲       | $۲۲٫۷            | اوساکا، ژاپن                      | [ ۹ ]  |
| ۱۰   | ایالات متحده آمریکا | گوگل              | خدمات اینترنتی، موتور جستجو       | $۵۹٫۸۲          | ۲۰۱۳     | ۵۳٬۵۴۶        | $۳۹۶٫۲۴          | مانتین ویو، کالیفرنیا، آمریکا     | [ ۱۰ ] |
| ۱۱   | ایالات متحده آمریکا | دل                | رایانه شخصی                       | $۵۶٫۹۴          | ۲۰۱۳     | ۱۰۸٬۸۰۰       | $۲۲٫۹۷           | آستین، تگزاس، آمریکا              | [ ۱۱ ] |
| ۱۲   | ژاپن                | توشیبا            | نیمه‌هادی، وسایل مصرفی             | $۵۶٫۲۰          | ۲۰۱۳     | ۲۰۶٬۰۸۷       | $۱۷٫۶۷           | توکیو، ژاپن                       | [ ۱۲ ] |
| ۱۳   | کره جنوبی           | ال‌جی الکترونیک    | رایانه شخصی، وسایل الکترونیکی     | $۵۴٫۷۵          | ۲۰۱۳     | ۳۸٬۷۱۸        | $۱۷٫۶۷           | سئول، کره جنوبی                   | [ ۱۳ ] |
| ۱۴   | ایالات متحده آمریکا | اینتل             | نیمه‌هادی                          | $۵۲٫۷۰          | ۲۰۱۳     | ۱۰۴٬۷۰۰       | $۱۶۸٫۴۸          | سانتا کلارا، کالیفرنیا، آمریکا    | [ ۱۴ ] |